# Sky City (musikalbum)
Sky City är ett musikalbum av Amason (musikgrupp) som lanserades i januari 2015 på skivbolaget INGRID. Albumet fick positiva recensioner i svensk press. 
Sky City nådde som högsta placering på Sverigetopplistan plats 12.

## Låtlista
1. "Älgen"
2. "Duvan"
3. "Kelly"
4. "Elefanten"
5. "Went to War"
6. "NFB"
7. "Velodrom"
8. "Yellow Moon"
9. "Blackfish"
10. "Pink Amason"
11. "The Moon As a Kite"
12. "Clay Birds"